# Langeac
Langeac est une commune française située dans le département de la Haute-Loire en région Auvergne-Rhône-Alpes.
Ses habitants sont les Langeadois et les Langeadoises.

## Géographie

### Localisation
La commune de Langeac se trouve dans le département de la Haute-Loire, en région Auvergne-Rhône-Alpes.
La ville est située au centre d'une petite limagne, au bord de l'Allier, avec une altitude moyenne de 720 mètres.
La commune est proche du parc naturel régional Livradois-Forez.
Elle se situe à 43 km par la route du Puy-en-Velay, préfecture du département, et à 29 km de Brioude, sous-préfecture
Les communes les plus proches sont : 
Mazeyrat-d'Allier (3,5 km), Chanteuges (4,3 km), Saint-Arcons-d'Allier (5,6 km), Arlet (6,1 km), Aubazat (6,2 km), Cerzat (6,8 km), Tailhac (7,2 km), Saint-Georges-d'Aurac (7,2 km).
| Arlet   | Mazeyrat-d'Allier | Mazeyrat-d'Allier |
| Arlet   | Langeac           | Mazeyrat-d'Allier |
| Tailhac | Chanteuges        | Chanteuges        |

### Climat
Pour des articles plus généraux, voir Climat d'Auvergne-Rhône-Alpes et Climat de la Haute-Loire.
En 2010, le climat de la commune est de type climat des marges montagnardes, selon une étude du Centre national de la recherche scientifique s'appuyant sur une série de données couvrant la période 1971-2000. En 2020, Météo-France publie une typologie des climats de la France métropolitaine dans laquelle la commune est exposée à un climat de montagne ou de marges de montagne et est dans la région climatique Sud-est du Massif Central, caractérisée par une pluviométrie annuelle de 1 000 à 1 500 mm, minimale en été, maximale en automne.
Pour la période 1971-2000, la température annuelle moyenne est de 10 °C, avec une amplitude thermique annuelle de 16,2 °C. Le cumul annuel moyen de précipitations est de 609 mm, avec 7,1 jours de précipitations en janvier et 6,4 jours en juillet. Pour la période 1991-2020, la température moyenne annuelle observée sur la station météorologique de Météo-France la plus proche, « Chavaniac-Lafa », sur la commune de Chavaniac-Lafayette à 9 km à vol d'oiseau, est de 10,5 °C et le cumul annuel moyen de précipitations est de 766,4 mm,. Pour l'avenir, les paramètres climatiques de la commune estimés pour 2050 selon différents scénarios d'émission de gaz à effet de serre sont consultables sur un site dédié publié par Météo-France en novembre 2022.

### Hydrographie
La rivière de l'Allier est le seul cours d'eau traversant Langeac du Sud vers le Nord.

### Géologie et relief

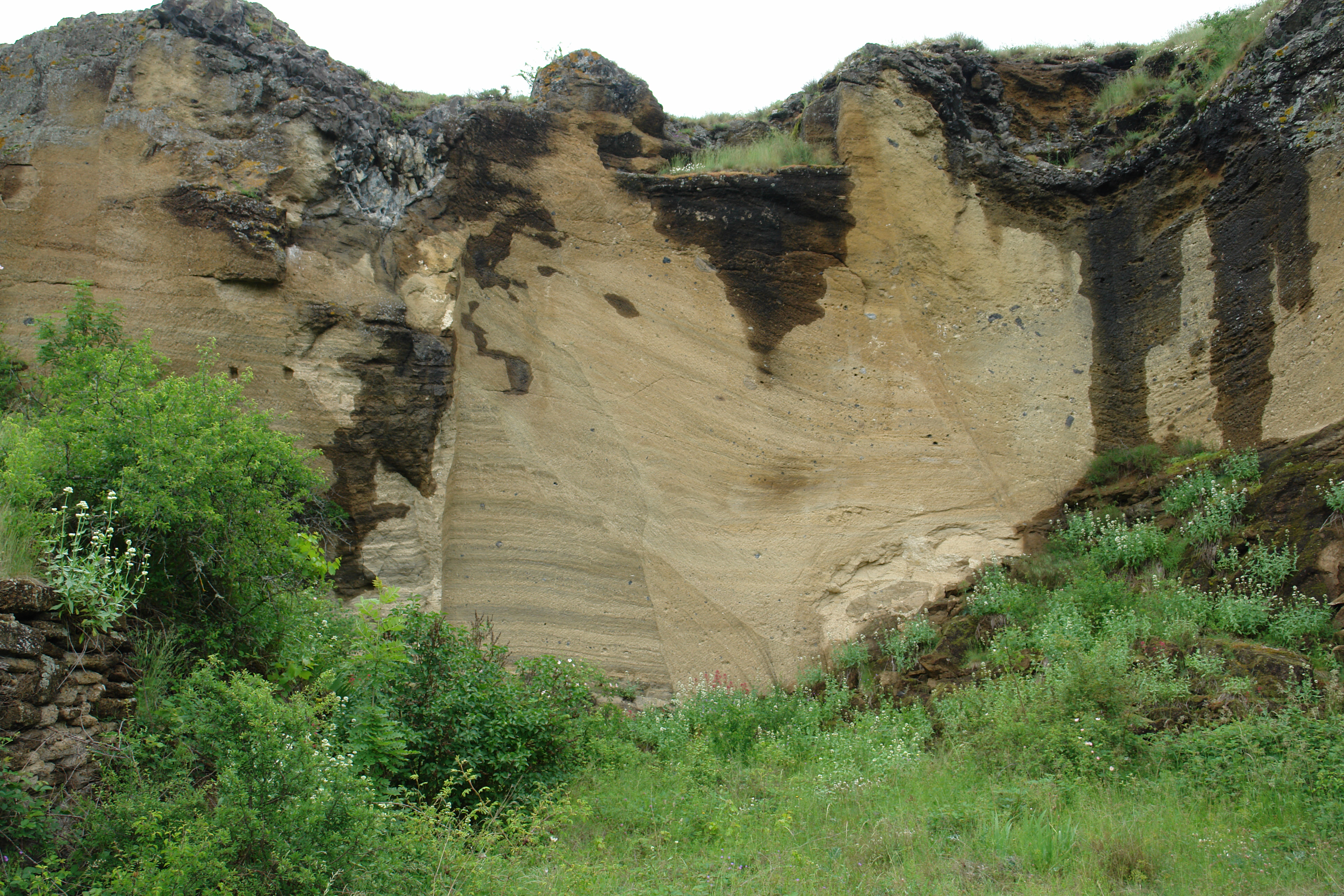
Roche pyroclastique à Langeac.

Le bassin houiller de Langeac est daté par sa flore[à vérifier] du Stéphanien moyen ; il a été exploité à partir de 1844 environ, jusqu'en 1925. Il y a 800 à 1 000 m de dépôts sédimentaires détritiques.[à vérifier] Les reliefs entourant Langeac contiennent des grands chênes, acacias et peupliers. Le point culminant de la commune se trouve au lieu-dit du Champ Grand à 951 m d'altitude, sur le hameau de Lestival.
La colline Saint-Roch, un sommet volcanique s'élevant à 565 mètres d'altitude et surplombant le quartier du même nom, compte parmi les volcans les plus anciens de la région. Elle a été exploitée pour la construction des maisons langeadoises avant 1920.
Langeac se situe en zone de sismicité 2 (sismicité très faible).

## Urbanisme

### Typologie
Au 1er janvier 2024, Langeac est catégorisée bourg rural, selon la nouvelle grille communale de densité à sept niveaux définie par l'Insee en 2022.
Elle appartient à l'unité urbaine de Langeac, une agglomération intra-départementale regroupant deux  communes, dont elle est ville-centre,,. Par ailleurs la commune fait partie de l'aire d'attraction de Langeac, dont elle est la commune-centre,. Cette aire, qui regroupe 14 communes, est catégorisée dans les aires de moins de 50 000 habitants,.

### Occupation des sols
L'occupation des sols de la commune, telle qu'elle ressort de la base de données européenne d’occupation biophysique des sols Corine Land Cover (CLC), est marquée par l'importance des forêts et milieux semi-naturels (49,6 % en 2018), une proportion sensiblement équivalente à celle de 1990 (49,5 %). La répartition détaillée en 2018 est la suivante : forêts (46,4 %), prairies (24,8 %), zones agricoles hétérogènes (14,2 %), zones urbanisées (6,7 %), milieux à végétation arbustive et/ou herbacée (3,2 %), zones industrielles ou commerciales et réseaux de communication (2,7 %), terres arables (1,9 %). L'évolution de l’occupation des sols de la commune et de ses infrastructures peut être observée sur les différentes représentations cartographiques du territoire : la carte de Cassini (XVIIIe siècle), la carte d'état-major (1820-1866) et les cartes ou photos aériennes de l'IGN pour la période actuelle (1950 à aujourd'hui).

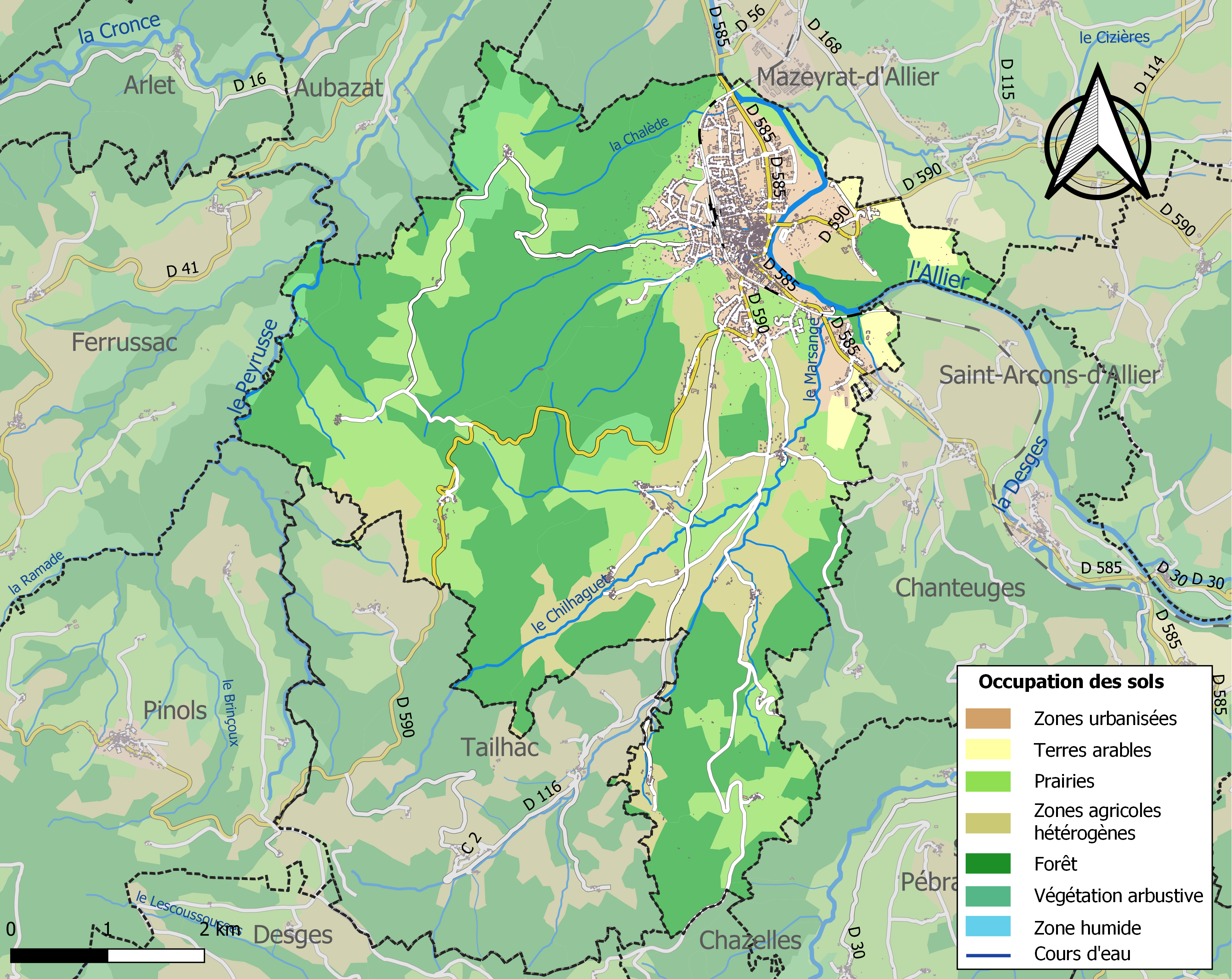
Carte des infrastructures et de l'occupation des sols de la commune en 2018 (CLC).

### Habitat et logement
En 2018, le nombre total de logements dans la commune était de 2 673, alors qu'il était de 2 656 en 2013 et de 2 560 en 2008.
Parmi ces logements, 66,8 % étaient des résidences principales, 7,7 % des résidences secondaires et 25,5 % des logements vacants. Ces logements étaient pour 70,1 % d'entre eux des maisons individuelles et pour 29,8 % des appartements.
Le tableau ci-dessous présente la typologie des logements à Langeac en 2018 en comparaison avec celle de la Haute-Loire et de la France entière. Une caractéristique marquante du parc de logements est ainsi une proportion de résidences secondaires et logements occasionnels (7,7 %) inférieure à celle du département (16,1 %) mais supérieure à celle de la France entière (9,7 %). Concernant le statut d'occupation de ces logements, 63,9 % des habitants de la commune sont propriétaires de leur logement (61,5 % en 2013), contre 70 % pour la Haute-Loire et 57,5 pour la France entière.
| Typologie                                               | Langeac | Haute-Loire | France entière |
| ------------------------------------------------------- | ------- | ----------- | -------------- |
| Résidences principales (en %)                           | 66,8    | 71,5        | 82,1           |
| Résidences secondaires et logements occasionnels (en %) | 7,7     | 16,1        | 9,7            |
| Logements vacants (en %)                                | 25,5    | 12,4        | 8,2            |

### Voies de communication et transports

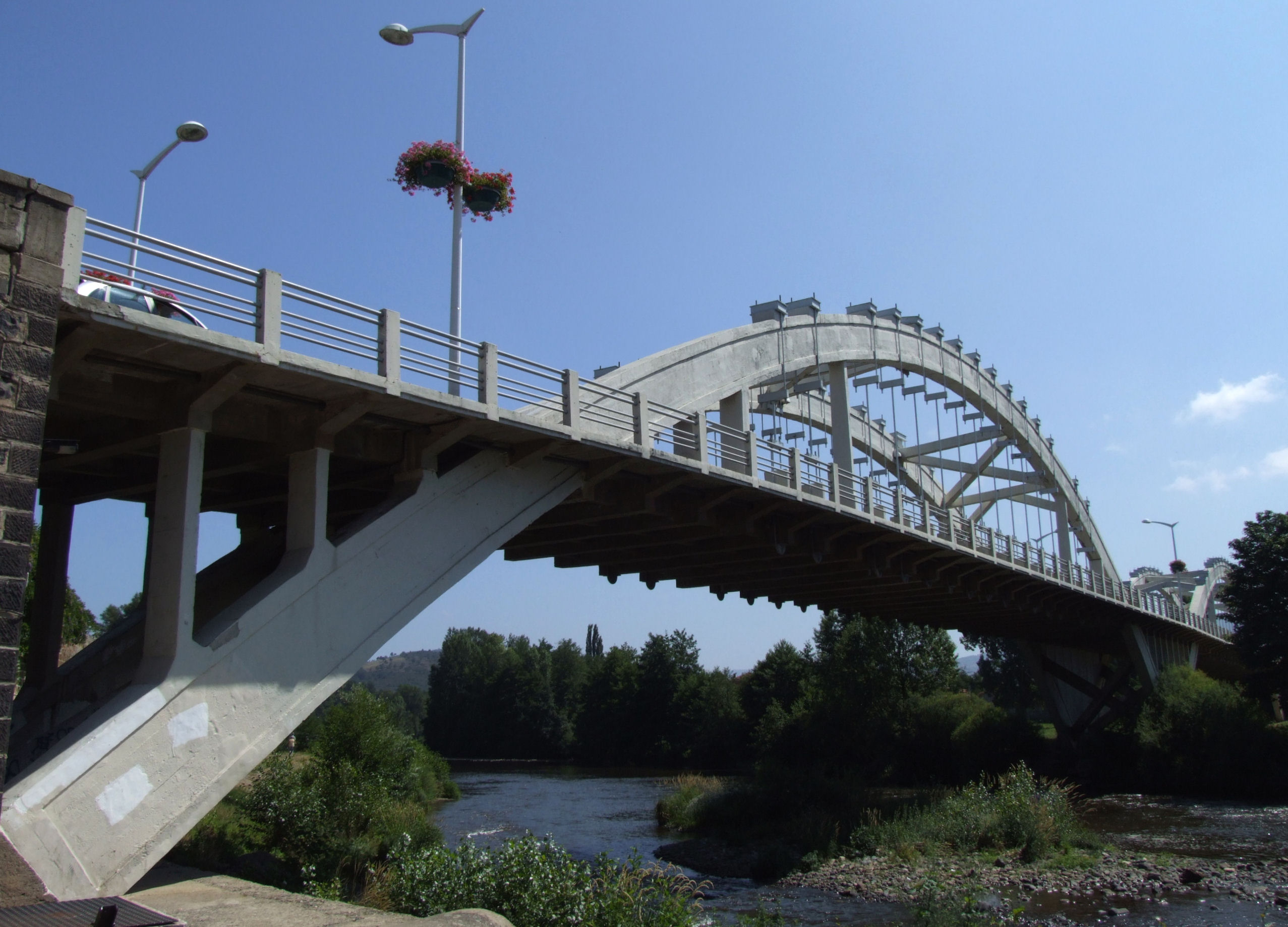
Pont-routier de la RD 590 sur l'Allier.

#### Routes
La ville est située au croisement des départementales RD 585, reliant Vieille-Brioude à Saugues, et RD 590, entre Pinols et Le Puy-en-Velay.

#### Voies ferrées
La ville de Langeac est située sur la ligne des Cévennes.

## Toponymie
À partir de 1302, elle figure parmi les bonnes villes d'Auvergne.
Langeac peut également s'écrire « Langheac », cette orthographe vient de l'ancien Laugiaco. La ville était capitale d'une ancienne baronnie et du Langeadois, une micro-région du Brivadois. Cette baronnie a donné son nom à une maison jadis illustre,.
Lanjac en auvergnat.

## Histoire

### Préhistoire et Antiquité
La Pierre des fées (Pèira de las fadas ou Peyrres de la fadas, en Auvergnat) était un des plus importants dolmens en Auvergne, sur le territoire de la commune de Mazeyrat-d'Allier, en bordure de celui de Langeac. Il fut décrit en 1880 comme possédant une allée couverte, mais subit une fouille sauvage en 1930, qui le détruisit presque complètement. Il prouve néanmoins que le secteur est occupé de très longue date par l'homme.
Il est possible que le site de la ville actuelle fût habité à l'époque gallo-romaine, mais les trouvailles archéologiques restent faibles.

### Moyen Âge
Le saint patron de la ville est saint Gal. Eugène Bonnemère rapporte l'histoire suivante : « À Langeac, le jour de Saint-Gal, patron de la ville, le seigneur de Chilac arrivait monté sur son char avec les officiers de sa justice, et saluait les habitants en leur jetant des œufs ».
La première attestation écrite d’une présence humaine à Langeac date de 994, la mise en culture de nouvelles terres a lieu au milieu du Xe siècle.
Langeac possède son enceinte, ses élites marchandes, des embryons de corps de métiers et de milice et autres montrant le poumon économique d'une ville auvergnate du Moyen Âge. Au cours du XIIIe siècle le bourg se développe autour de la vigne, du seigle, du froment, du chanvre, les élevages de moutons, de chèvres, de porc, etc.
Détenteur dès le XVe siècle d’un chapitre de chanoines, la Contre-Réforme fera apparaître des couvents hors de l’enceinte.

### Époque contemporaine
Lors des Guerres de Religion, Langeac se range en faveur de la Sainte-Ligue.

En 1786, La Fayette achète le marquisat de Langeac et devient ainsi le dernier seigneur de Langhac.

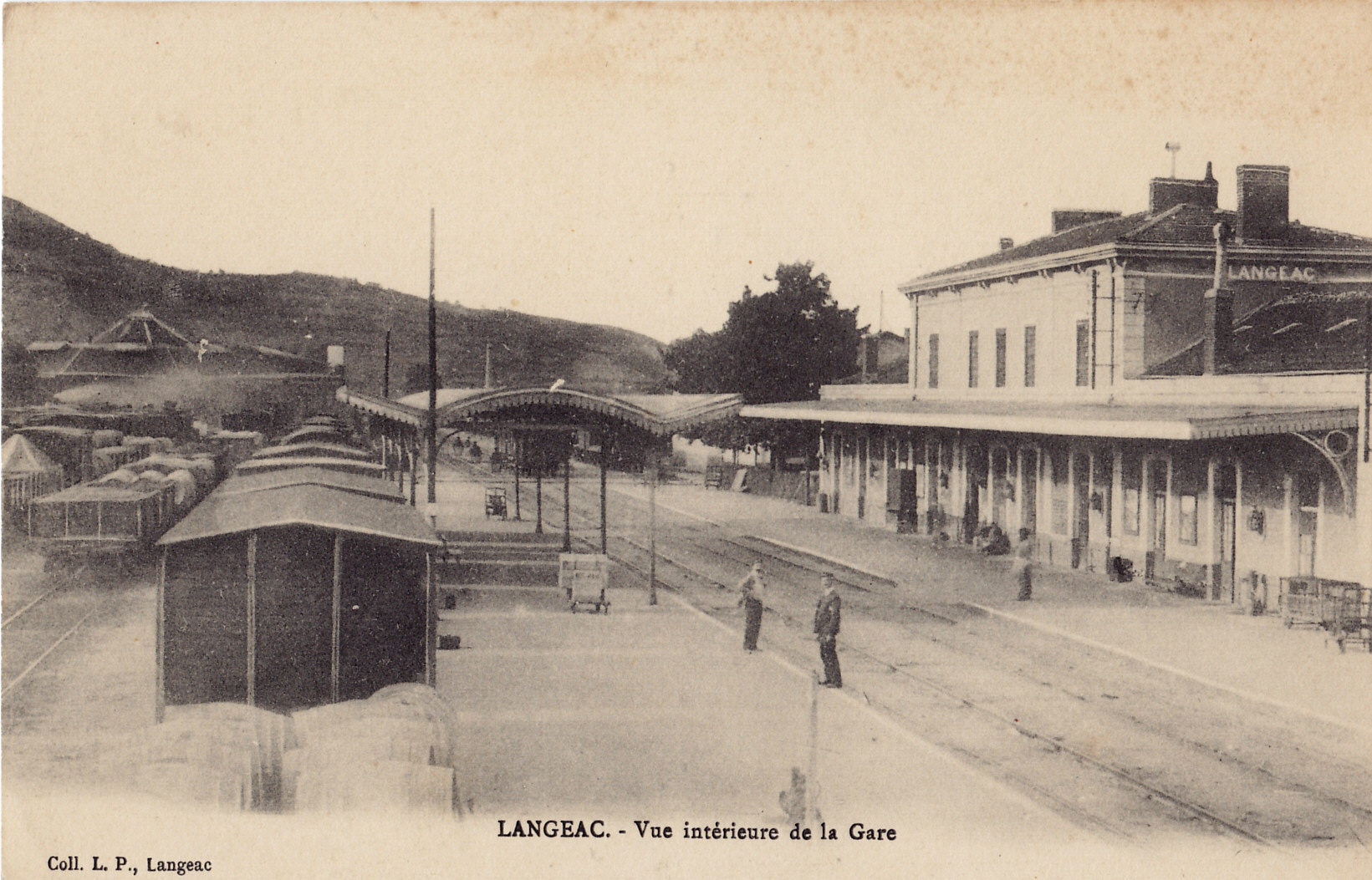
La gare de Langeac, au début du XXe siècle.

La ville est desservie par le chemin de fer depuis 1866.
L'arrivée du chemin de fer à Langeac la ville favorise l'exploitation de filons miniers : avec environ un millier d'ouvriers, la ville voit sa population augmenter.
Pendant la Première Guerre mondiale, confrontée aux énormes besoins en antimoine pour durcir le plomb utilisé dans les balles de fusil, la Compagnie des mines de La Lucette loue en mai 1915 les installations de la fonderie d'antimoine de Langeac, arrêtée depuis janvier 1915, ce qui nécessite d'importants travaux de remise en état, organisés par l'ingénieur-chimiste Marcel Douxami, qui deviendra directeur de la compagnie des mines de La Lucette après-guerre. La production, effectuée à partir de minerais algériens, redémarre en août pour les essais. En octobre la production était de 100 tonnes de régule d'antimoine et 150 tonnes de plomb arsénieux. L'usine a été fermée en 1919.
Lors du recensement de 1936, la commune comptait 4 512 habitants et 5 225 en 1946.

## Politique et administration

### Découpage territorial
La commune de Langeac est membre de la communauté de communes des Rives du Haut Allier, un établissement public de coopération intercommunale (EPCI) à fiscalité propre créé le 27 décembre 2016 dont le siège est à Langeac. Ce dernier est par ailleurs membre d'autres groupements intercommunaux.
Sur le plan administratif, elle est rattachée à l'arrondissement de Brioude, au département de la Haute-Loire, en tant que circonscription administrative de l'État, et à la région Auvergne-Rhône-Alpes.
Sur le plan électoral, elle dépend du canton de Gorges de l'Allier-Gévaudan pour l'élection des conseillers départementaux, depuis le redécoupage cantonal de 2014 entré en vigueur en 2015, et de la deuxième circonscription de la Haute-Loire  pour les élections législatives, depuis le redécoupage électoral de 1986.

### Tendances politiques et résultats
Après ce second tour de la présidentielle à Langeac, Emmanuel Macron (En Marche!) est en tête du scrutin, crédité de 73,26 % des suffrages. Il devance Marine Le Pen (Front national) qui récolte 26,74 % des voix.
Lors du premier tour à Langeac, Emmanuel Macron (En Marche!) était également arrivé en première position avec 26,86 % des votes.
Parmi les votants, 5,97 % ont glissé un bulletin blanc dans l'urne.

### Liste des maires
| Période                                  | Période      | Identité              | Étiquette    | Qualité                                            |
| ---------------------------------------- | ------------ | --------------------- | ------------ | -------------------------------------------------- |
| mars 1965                                | mars 1983    | Jacques Chalaye       | PS           |                                                    |
| mars 1983                                | mars 2008    | Guy Vissac            | RPR puis UMP | Sénateur (1998-2001)                               |
| mars 2008                                | juillet 2020 | Marie-Thérèse Roubaud | UMP-LR       | Conseillère départementale                         |
| juillet 2020                             | En cours     | Gérard Beaud,         | SE           | Enseignant, Président de la Communauté de communes |
| Les données manquantes sont à compléter. |              |                       |              |                                                    |

### Jumelages
Langeac est jumelée avec la ville de Namborn, en Allemagne.

## Population et société

### Démographie

#### Évolution démographique
L'évolution du nombre d'habitants est connue à travers les recensements de la population effectués dans la commune depuis 1793. Pour les communes de moins de 10 000 habitants, une enquête de recensement portant sur toute la population est réalisée tous les cinq ans, les populations de référence des années intermédiaires étant quant à elles estimées par interpolation ou extrapolation. Pour la commune, le premier recensement exhaustif entrant dans le cadre du nouveau dispositif a été réalisé en 2004.

En 2022, la commune comptait 3 433 habitants, en évolution de −8,28 % par rapport à 2016 (Haute-Loire : +0,36 %, France hors Mayotte : +2,11 %).
| 1793  | 1800  | 1806  | 1821  | 1831  | 1836  | 1841  | 1846  | 1851  |
| ----- | ----- | ----- | ----- | ----- | ----- | ----- | ----- | ----- |
| 1 554 | 1 807 | 1 975 | 1 983 | 3 109 | 3 019 | 3 231 | 3 207 | 3 024 |

| 1856  | 1861  | 1866  | 1872  | 1876  | 1881  | 1886  | 1891  | 1896  |
| ----- | ----- | ----- | ----- | ----- | ----- | ----- | ----- | ----- |
| 3 342 | 3 491 | 3 864 | 3 773 | 4 552 | 4 228 | 4 316 | 4 318 | 4 391 |

| 1901  | 1906  | 1911  | 1921  | 1926  | 1931  | 1936  | 1946  | 1954  |
| ----- | ----- | ----- | ----- | ----- | ----- | ----- | ----- | ----- |
| 4 574 | 4 955 | 4 832 | 4 665 | 4 276 | 4 532 | 4 512 | 5 225 | 4 649 |

| 1962  | 1968  | 1975  | 1982  | 1990  | 1999  | 2004  | 2006  | 2009  |
| ----- | ----- | ----- | ----- | ----- | ----- | ----- | ----- | ----- |
| 4 826 | 4 934 | 4 853 | 4 609 | 4 195 | 4 070 | 4 004 | 3 943 | 3 976 |

| 2014  | 2019  | 2022  | - | - | - | - | - | - |
| ----- | ----- | ----- | - | - | - | - | - | - |
| 3 758 | 3 489 | 3 433 | - | - | - | - | - | - |

#### Pyramide des âges
La population de la commune est relativement âgée.
En 2018, le taux de personnes d'un âge inférieur à 30 ans s'élève à 23,1 %, soit en dessous de la moyenne départementale (31 %). À l'inverse, le taux de personnes d'âge supérieur à 60 ans est de 44 % la même année, alors qu'il est de 31,1 % au niveau départemental.
En 2018, la commune comptait 1 671 hommes pour 1 904 femmes, soit un taux de 53,26 % de femmes, largement supérieur au taux départemental (50,87 %).
Les pyramides des âges de la commune et du département s'établissent comme suit.
| Hommes | Classe d’âge | Femmes |
| ------ | ------------ | ------ |
| 2,1    | 90 ou +      | 6,0    |
| 11,9   | 75-89 ans    | 18,1   |
| 23,5   | 60-74 ans    | 25,6   |
| 22,3   | 45-59 ans    | 18,5   |
| 13,7   | 30-44 ans    | 11,7   |
| 14,7   | 15-29 ans    | 9,5    |
| 11,8   | 0-14 ans     | 10,7   |

| Hommes | Classe d’âge | Femmes |
| ------ | ------------ | ------ |
| 0,9    | 90 ou +      | 2,5    |
| 8,4    | 75-89 ans    | 11,7   |
| 20,4   | 60-74 ans    | 20,5   |
| 21,3   | 45-59 ans    | 20,3   |
| 16,8   | 30-44 ans    | 16,3   |
| 15,2   | 15-29 ans    | 13,2   |
| 17     | 0-14 ans     | 15,6   |

### Enseignement
La commune de Langeac dépend de l'Académie de Clermont-Ferrand (Rectorat de Clermont-Ferrand) et les écoles primaires de la commune dépendent de l'Inspection académique de la Haute-Loire.
Pour le calendrier des vacances scolaires, Langeac est en zone A.
Sur la commune de Langeac, 5 établissements scolaires sont ouverts : 3 écoles et 2 collèges.

### Tourisme
Le train passant dans les gorges de l’Allier est devenu la principale attraction touristique de la ville. Il part de la gare de Langeac jusqu'à la ville de Langogne dans le département voisin de la Lozère et permet d’approcher des paysages grandioses façonnés par l’eau et les volcans pendant environ 1 h 45.
Le paysage très boisé et le relief accidenté proviennent du granit des monts de la Margeride et des coulées volcaniques du massif du Devès et ont nécessité la construction de nombreux ouvrages d’art : sur les 67 kilomètres qui relient Langeac (Haute-Loire) à Langogne (Lozère), 51 tunnels et 16 viaducs ont été réalisés dans des conditions très difficiles, à une époque où leur construction relevait du défi.
La flamme postale de la cité des années 1980 représentait l'église et l'Allier ; elle était intitulée Porte des Gorges de l'Allier et sous-titrée Tourisme Pêche Camping.

## Économie

### Revenus
En 2018, la commune compte 1 754 ménages fiscaux, regroupant 3 273 personnes. La médiane du revenu disponible par unité de consommation est de 19 680 € (20 800 € dans le département). 38 % des ménages fiscaux sont imposés (42,8 % dans le département).

### Emploi
| Division       | 2008  | 2013   | 2018  |
| -------------- | ----- | ------ | ----- |
| Commune        | 8 %   | 10,5 % | 8,4 % |
| Département    | 6,3 % | 7,7 %  | 7,7 % |
| France entière | 8,3 % | 10 %   | 10 %  |

En 2018, la population âgée de 15 à 64 ans s'élève à 1 904 personnes, parmi lesquelles on compte 67,4 % d'actifs (59,1 % ayant un emploi et 8,4 % de chômeurs) et 32,6 % d'inactifs,. Depuis 2008, le taux de chômage communal (au sens du recensement) des 15-64 ans est supérieur à celui du département, mais inférieur à celui de la France.
La commune est la commune-centre de l'aire d'attraction de Langeac,. Elle compte 1 689 emplois en 2018, contre 1 899 en 2013 et 1 848 en 2008. Le nombre d'actifs ayant un emploi résidant dans la commune est de 1 142, soit un indicateur de concentration d'emploi de 147,9 % et un taux d'activité parmi les 15 ans ou plus de 41 %.
Sur ces 1 142 actifs de 15 ans ou plus ayant un emploi, 716 travaillent dans la commune, soit 63 % des habitants. Pour se rendre au travail, 71,4 % des habitants utilisent un véhicule personnel ou de fonction à quatre roues, 1,3 % les transports en commun, 21,3 % s'y rendent en deux-roues, à vélo ou à pied et 6 % n'ont pas besoin de transport (travail au domicile).

### Tissu économique et industriel
La chimie-plastique, l’agroalimentaire, la transformation du bois, le bâtiment et le traitement des métaux sont les principaux secteurs économiques présents sur Langeac. Un projet de zone d'activité économique est mis en place par la Communauté de communes du Langeadois se trouvant sur les communes de Langeac, Chanteuges et dans le secteur de Chambaret.
On relève notamment l'usine T.2.A. Techniques avancées d'Auvergne (15 p.).
La ville compte plusieurs zones communautaires, dont :
- Mazeyrat d’Allier – Zone de Costet
- Langeac – Zone de La Bourzède
- Langeac – Zone de Chambaret

### Commerces
Langeac, en 2012, dispose de 14 types de commerces ouverts sur la commune.

## Culture locale et patrimoine

### Lieux et monuments

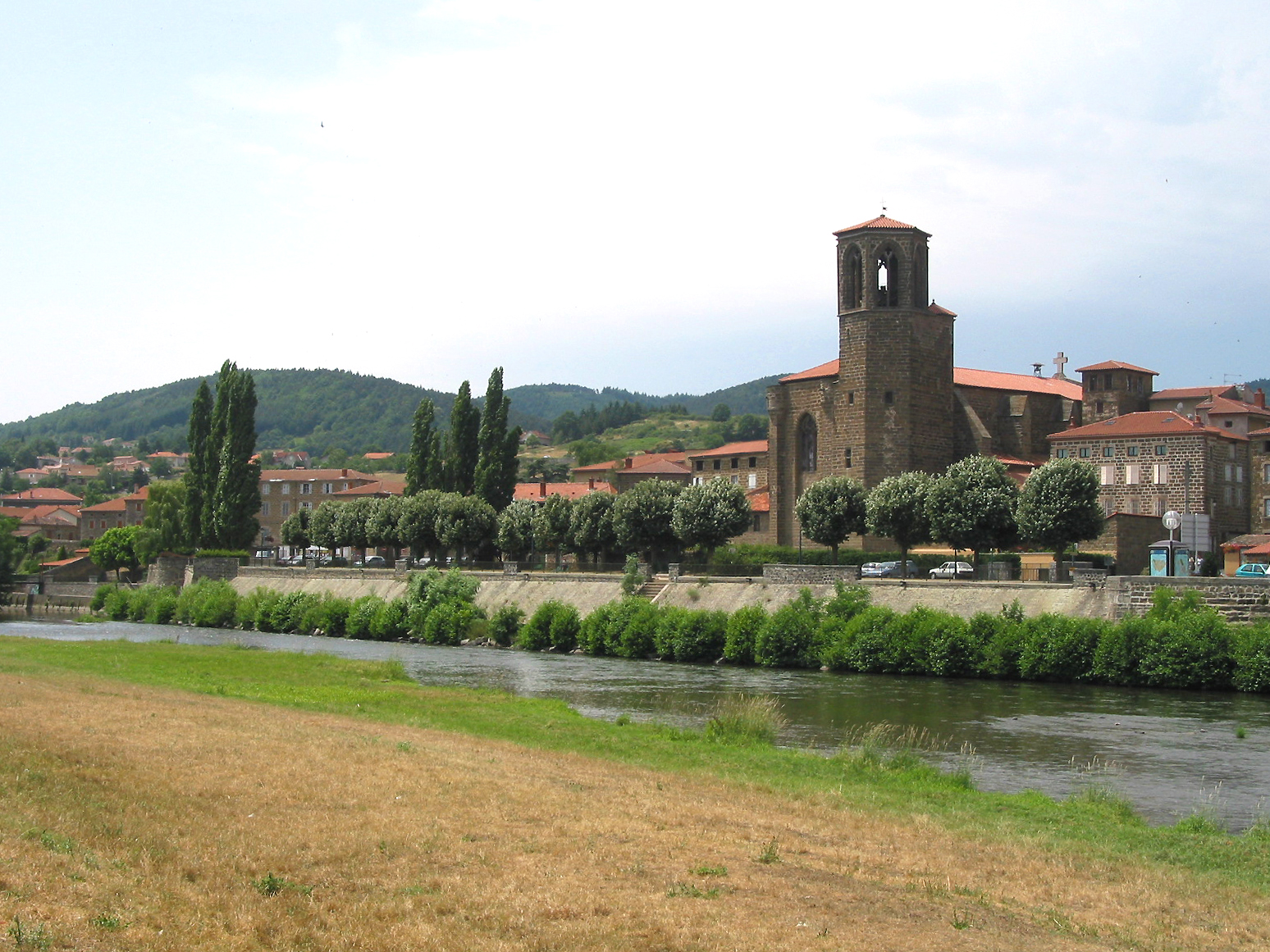
Vue sur l'église de Langeac et l'Allier.

- Monastère Sainte-Catherine de Sienne[52],[53], monastère de sœurs dominicaines, fondé en 1623 par sœur sœur Agnès de Jésus Galand. Le monastère est affilié à la fédération Notre-Dame des Prêcheurs.
- Église Saint-Gal[54], ancienne collégiale construite aux XIVe et XVe siècles.
- Pont de Langeac, pont en arc à tablier suspendu construit entre 1927 et 1929 pour franchir l'Allier. Il est constitué de deux arches de 69 m de portée. En 1979, il a fallu changer les suspentes transférant le poids du tablier aux arcs[55].
- Viaduc de Costet, situé à 1 km au nord de la gare de Langeac et mis en service le 10 octobre 1866, il se compose de 18 arches de 12 mètres d'ouverture et se constitue de maçonnerie en pierre de taille issue de la carrière du Jahon à 3 km au sud du bourg[56],[57].
- Des remparts qui ceinturaient la ville à l'époque médiévale ne subsiste que la porte des Bouchers, datable des XIVe et XVe siècles, située rue du Pont, au débouché de la rue des Bouchers. L'arc de la porte est surmonté de sept corbeaux, vestiges des mâchicoulis du chemin de ronde. La porte de ville est inscrite au titre des Monuments historiques depuis 1965[58].
- Dolmen de Saint-Marceau, classé au titre des monuments historiques par la liste de 1862[59].
- Historial Agnès de Langeac, présentant des collections comprenant des objets religieux, des manuscrits, des œuvres d'art, et des documents historiques dans un ancien monastère du XVIIe siècle où vécut mère Agnès[60].

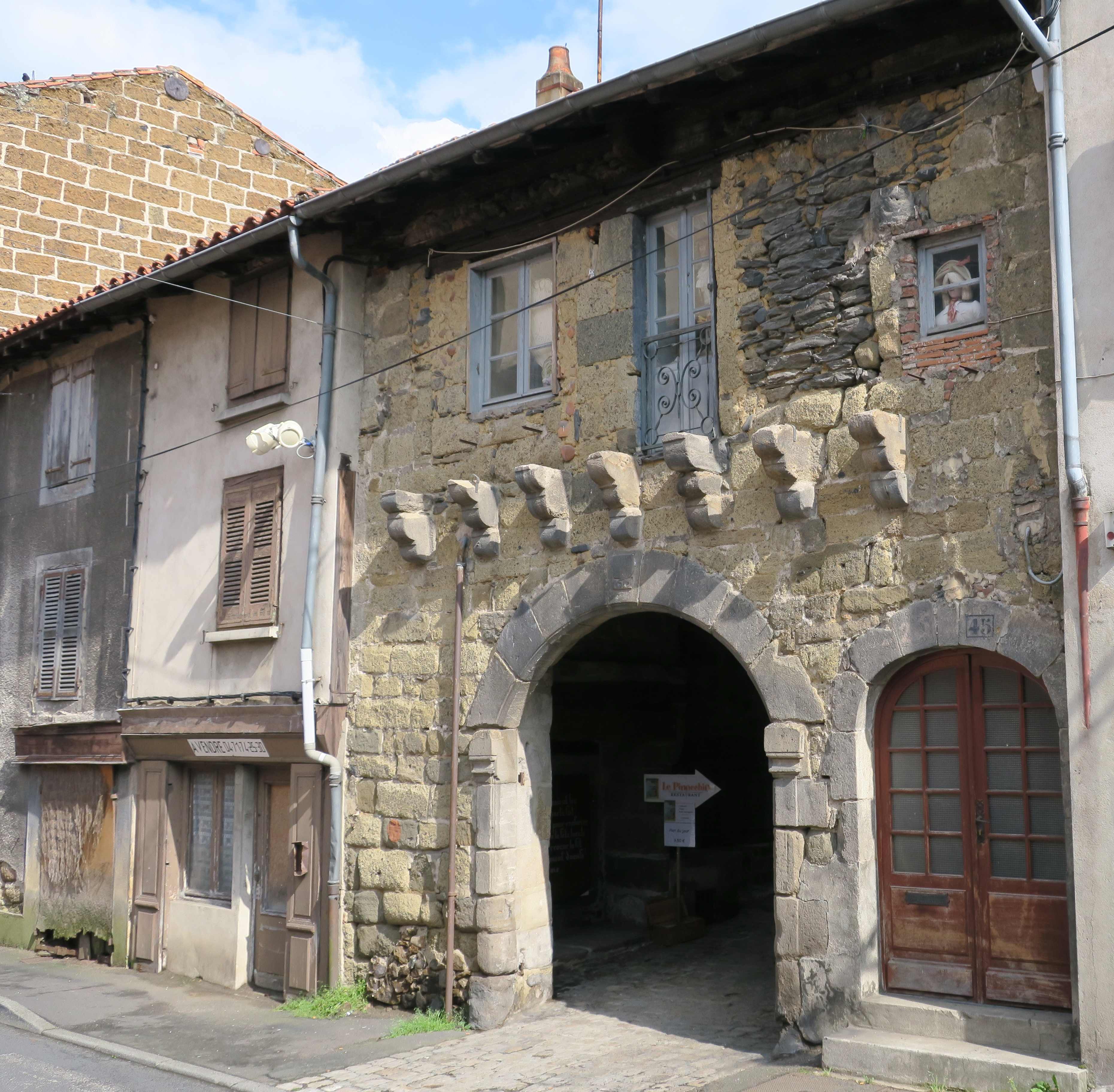
Porte des Bouchers.
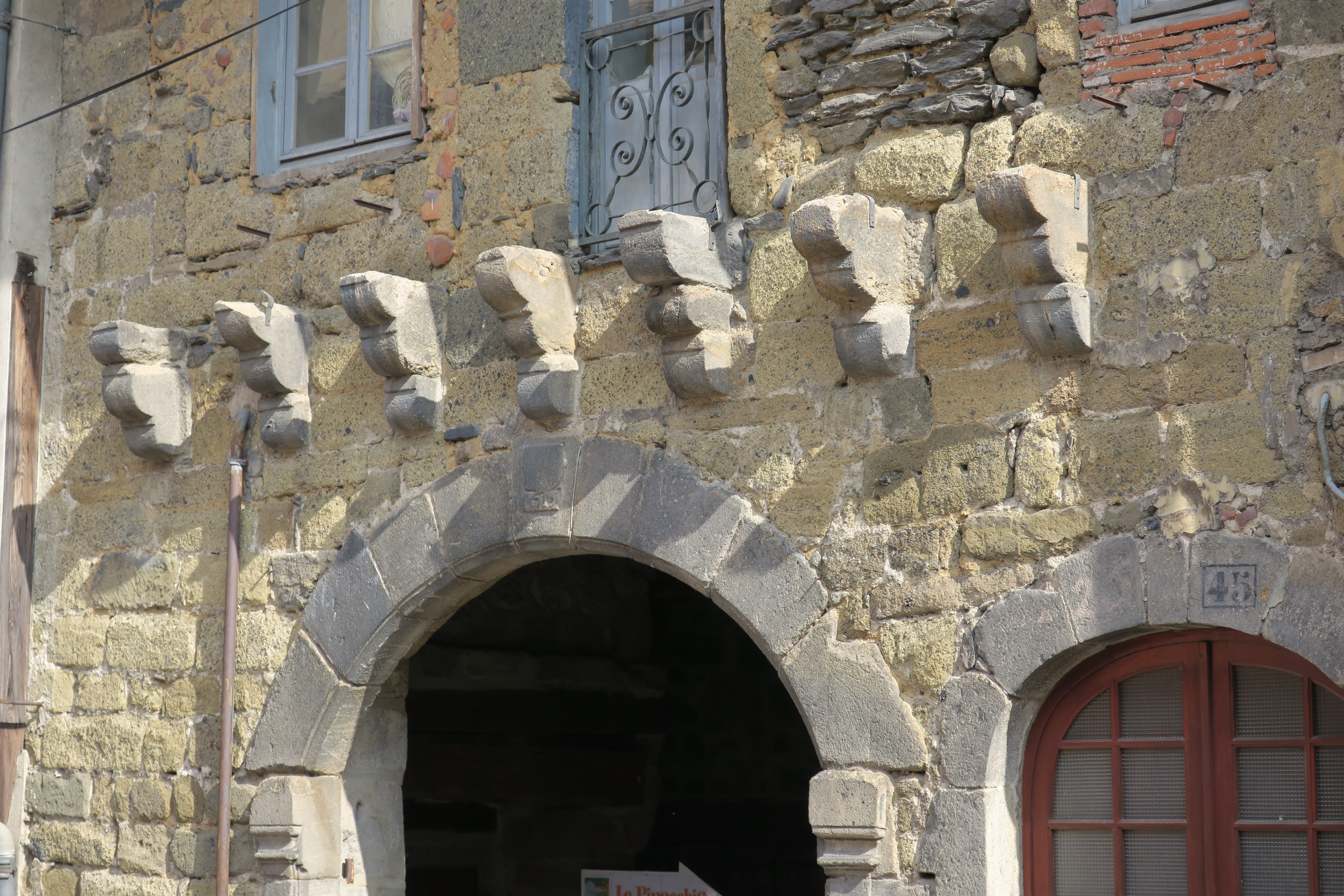
Mâchicoulis de la porte des Bouchers.
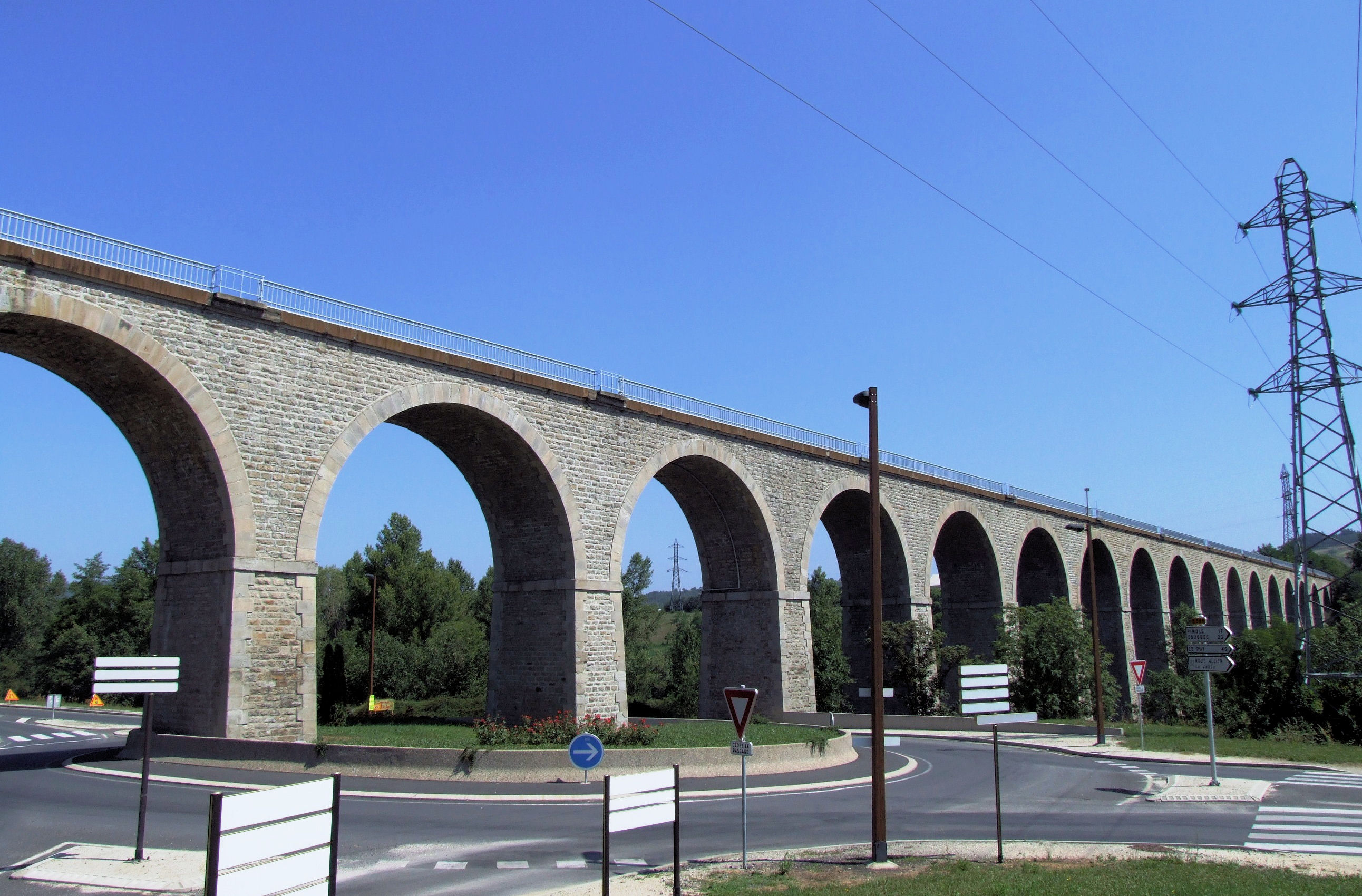
Viaduc ferroviaire.

### Gastronomie
La commune a donné son nom au fromage bleu de Langeac, qui est un fromage à pâte persillée fabriqué à partir de lait de vache.

### Personnalités liées à la commune
- Pons de Langeac (1339-1421), sénéchal d'Auvergne et Recteur du Comtat Venaissin.
- Jean Pégon (1590-1675), moine chartreux, général de l'ordre des chartreux, né à Volmat, hameau de Langeac.
- Mère Agnès de Jésus, cofondatrice du couvent des dominicaines, béatifiée par le pape Jean-Paul II en 1994.
- René Fontaine : maître chocolatier, meilleur ouvrier de France en 1976, a quitté la commune pour le Midi.
- Le marquis de Lafayette : à son retour d'Amérique, il achète la ville et devient ainsi marquis de Langeac. Ce retour est célébré chaque année lors de la fête de « la belle journée »[62], fin juillet à Langeac, qui revêt alors les décors de l'époque et rejoue la remise des clés de la ville.
- Pierre Chany : journaliste sportif français spécialisé dans le cyclisme, il reçut le prix Martini en 1967 du meilleur article sportif de l'année et le grand prix de la littérature sportive 1972 pour son ouvrage sur le Tour de France.
- Renée Vissac : cycliste, quatre fois championne de France de poursuite et une fois championne de France sur route.
- Guy Vissac : conseiller régional d'Auvergne.

### Héraldique
|  | Les armoiries de Langeac se blasonnent ainsi : D'azur, au coq d'argent crêté et barbé de gueules, surmonté d'une fleur de lys d'or. |

Devise de la ville de Langeac :

« Qui veult, peult. »

Celle-ci signifie « qui veut peut ».

#### Histoire
Le 8 janvier 1487, Charles VII accorde à la ville d'avoir un corps municipal dont les armoiries.

## Pour approfondir